# Petroflex
A Petroflex foi uma empresa especializada na produção de borrachas sintéticas. Era ligada à Petrobrás até sua privatização em 1992. Em 2007, foi comprada pela Lanxess.

## Histórico
Em 1958, o governo federal, presidido por Juscelino Kubistchek, decidiu construir a Fabor, como um dos objetivos de seu Plano de Metas. Uma dos objetivos do Plano de Metas era a construção de uma fábrica de borracha sintética (elastômetros) com capacidade de produção de 40 mil toneladas, para atender as necessidades do mercado interno. O mercado não estava conseguindo ser completamente atendido com o látex, matéria-prima das borrachas naturais vindas das seringueiras amazônicas.
A Fabor entrou em funcionamento em 1962 como unidade operacional da Petrobrás. Em 1968, foi incorporada à Petroquisa. 
Em 1977, foi fundada a Petroflex Indústria e Comércio S.A., subsidiária da Petroquisa que assume as instalações da Fabor. A companhia começa produzindo estireno, um dos componentes do elastômetro, com capacidade de 60 mil toneladas anuais.
Em 1985, passa a atuar em dois polos petroquímicos: um em Triunfo (RS) e outro em Duque de Caxias (RJ).
Em 4 de abril de 1992, ocorre o leilão da Petroflex por US$ 215,6 milhões em consócio privado atuante no setor petroquímico formado por Suzano (20,4%), Norquisa (10,4%), Coperbo (10,0%) e Unipar (10,2%). Posteriormente foram feitas duas ofertas públicas em maio e julho de 2022, sendo adquirida por investidores institucionais (especialmente fundos de pensão, 26,0%), pelos empregados (10,0%) e pelo público, no total de US$ 18,4 milhões.
Em 1993, a Petroflex adquire o controle acionário da Coperbo (Companhia Pernambucana de Borrachas) instalada em Cabo de Santo Agostinho (PE). Na década seguinte, expandiu suas atividades no plano internacional.
Em 2006, com uma capacidade instalada de 410 mil toneladas anuais, a Petroflex era a maior produtora de elastômeros (borrachas sintéticas) da América Latina e uma das cinco maiores do mundo, após iniciar as operações da subsidiária em Delaware (EUA) no ano anterior.
Em 2007, o grupo alemão Lanxess, comprou cerca de 70 por cento da Petroflex, controlada pela Braskem e a Unipar, por R$ 527 milhões.